# Chazey-Bons
Chazey-Bons község Franciaország Auvergne-Rhône-Alpes régiójában, Ain megyében. Új községként 2017. január 1-jén jött létre Pugieu és az addigi Chazey-Bons egyesítésével úgy, hogy az új község megtartotta az utóbbi (Chazey-Bons) nevét. Lakossága az egyesüléskor 1018 fő volt.
Lakosainak száma 1165 fő (2022. január 1.). Chazey-Bons Virieu-le-Grand, Cheignieu-la-Balme, Contrevoz, Andert-et-Condon, Belley, Marignieu, Ceyzérieu, Cuzieu és Magnieu községekkel határos.

## Népesség
A település népességének változása:
| Lakosok száma | 1053 | 1112 | 1144 | 1159 | 1175 | 1188 | 1165 |
|               | 2015 | 2017 | 2018 | 2019 | 2020 | 2021 | 2022 |